# Twipsy
Twipsy è una serie televisiva tedesca, andata in onda sul canale ZDF nel 1999. In Italia è stata trasmessa da Disney Channel tra il 2001 e il 2002.

## Doppiaggio
| Nome personaggio | Doppiatore originale | Doppiatore italiano |
| ---------------- | -------------------- | ------------------- |
| Twipsy           | Lutz Schnell         | Massimiliano Alto   |
| Nick             | Bernhard Völger      | Paolo Vivio         |
| Lissie           | Guiliana Wendt       | Antonella Baldini   |
| Albert           | Konrad Bösherz       | Davide Perino       |